# La Romareda
La Romareda is het stadion van voetbalclub Real Zaragoza uit Zaragoza, dat uitkomt in de LA LIGA2. Na enkele verbouwingen in 1977 en 1982 bereikte het een capaciteit van 34.596 zitplaatsen. Zaragoza speelde er op 8 september 1957 de eerste wedstrijd tegen Osasuna (4-3-overwinning), nadat het oude stadion Torrero was bedankt voor bewezen diensten.
Het stadion werd ook gebruikt voor concerten van onder andere Metallica, Slipknot en Michael Jackson.

## WK interlands
| №  | Datum        | Wedstrijd                   | Uitslag | Competitie                | Toeschouwers |
| -- | ------------ | --------------------------- | ------- | ------------------------- | ------------ |
| 1  | 17 juni 1982 | Noord-Ierland – Joegoslavië | 0 – 0   | WK 1982 1e Groepsfase (E) | 25.000       |
| 2  | 21 juni 1982 | Honduras – Noord-Ierland    | 1 – 1   | WK 1982 1e Groepsfase (E) | 15.000       |
| 3. | 24 juni 1982 | Honduras – Joegoslavië      | 0 – 1   | WK 1982 1e Groepsfase (E) | 25.000       |

Santiago Bernabeu (Madrid) · Vicente Calderón (Madrid) · Camp Nou (Barcelona) · Sarrià (Barcelona) · Balaídos (Vigo) · Riazor (A Coruña) · El Molinón (Gijón) · Carlos Tartiere (Oviedo) · Nuevo (Elche) · José Rico Pérez (Alicante) · San Mamés (Bilbao) · José Zorrilla (Valladolid) · Luis Casanova (Valencia) · La Romareda (Zaragoza) · Ramón Sánchez Pizjuán (Sevilla) · Benito Villamarín (Sevilla) ·  La Rosaleda (Málaga)
Anoeta (Real Sociedad) ·
Balaídos (Celta de Vigo) ·
Benito Villamarín (Real Betis) ·
Olympisch Stadion Lluís Companys (FC Barcelona) ·
De la Cerámica (Villarreal CF) ·
Ciutat de València (Levante UD) ·
Coliseum Alfonso Pérez (Getafe CF) ·
El Sadar (CA Osasuna) ·
Martínez Valero (Elche CF) ·
Mendizorrotza (Deportivo Alavés) ·
Mestalla (Valencia CF) ·
Nuevo Los Cármenes (Granada CF) ·
Ramón de Carranza (Cádiz CF) ·
Ramón Sánchez Pizjuán (Sevilla FC) ·
RCDE Stadium (RCD Espanyol) ·
San Mamés (Athletic Bilbao) ·
Santiago Bernabéu (Real Madrid CF) ·
Vallecas (Rayo Vallecano) ·
Visit Mallorca Estadi (RCD Mallorca) ·
Estadio Wanda Metropolitano (Atlético Madrid)
Anduva (CD Mirandés) ·
Anxo Carro (CD Lugo) ·
Butarque (CD Leganés) ·
Can Misses (UD Ibiza) ·
Estadio Carlos Tartiere (Real Oviedo) ·
Cartagonova (FC Cartagena) ·
El Alcoraz (SD Huesca) ·
El Molinón (Sporting Gijón) ·
El Plantío (Burgos CF) ·
El Toralín (SD Ponferradina) ·
Fernando Torres (CF Fuenlabrada) ·
Gran Canaria (UD Las Palmas) ·
Heliodoro Rodríguez López (CD Tenerife) ·
Ipurua (SD Eibar) ·
José Luis Orbegozo (Real Sociedad B) ·
José Zorrilla (Real Valladolid) ·
Juegos Mediterráneos (UD Almería) ·
La Romareda (Real Zaragoza) ·
La Rosaleda (Málaga CF) ·
Montilivi (Girona FC) ·
Santo Domingo (AD Alcorcón) ·
Urritxe (SD Amorebieta)